# Maní
Maní är sedan knappt 500 år en mexikansk småstad av spanskt kolonialsnitt och centralort i en kommun med samma namn. Platsen, som har varit bebodd i 4000 år, ligger 90 km söder om Mérida i delstaten Yucatán. Från tiden före spanjorernas ankomst på 1500-talet finns nästan inga ruinrester kvar, som kan berätta något för arkeologerna. Det antas att de spanska erövrarna i stor utsträckning använde de befintliga byggnadernas sten till att uppföra kloster, kyrka och egna bostäder.

## Historik

### Prekolumbiansk
”Om Manís grundande" Platsen där allt hände", finns inga exakta uppgifter.” säger yngre referenser, men med Uxmal på bara 40 km avstånd är det rimligt anta ett betydande inflytande från detta håll under åtskilliga hundra år.
Under Mesoamerikas postklassiska era var Maní hemort för Mayadynastin Tutul Xiu, som hade flyttat sin huvudstad hit från Uxmal på 1200-talet. Xiu var  den dominerande makten på västra Yucatán efter Mayapáns fall år 1441.  En årlig högtid till Kukulcáns ära avhölls här.

### Efter 1500
Vid den spanska erövringen av Yucatán kom Xiu i Maní att alliera sig med conquistadorerna och bistod dem i att ta över resten av halvön.
Staden har ett gammalt Franciskanerkloster som grundades 1549. I juli 1562 höll höll biskopen Diego de Landa en så kallad autodafé i den spanska inkvisitionens anda i Maní. Dess utslag blev att bränna ett större antal insamlade böcker i mayas glyfskrift och ett bekräftat antal om 5000 idoler, under förevändning att de var "djävulens verk". Denna handling och flera incidenter med tortyr vid klostret användes för att snabba på massövergången till den katolska läran i hela området.